# Paul Baysse
Paul Baysse (ur. 18 maja 1988 w Talence) – francuski piłkarz występujący na pozycji obrońcy we francuskim klubie SM Caen, do którego jest wypożyczony z Girondins Bordeaux.